# نامیسووف
نامیسووف (لهستانی: Namysłów؛ ‏تلفظ NAMI-swoof‏ [naˈmɨswuf] ()) یا در زبان آلمانی نامسلائو (لهستانی: Namslau) شهرکی در استان اوپوله لهستان است که روزگاری جزء خاک امپراتوری آلمان بود. این شهر مرکز شهرستان نامیسووف است و در سال ۲۰۱۹ جمعیتی بالغ بر ۱۶٬۵۵۱ داشت. 
آلمانی‌ها از دورهٔ اوست‌زیدلونگ در این شهر ساکن شدند و در ادوار گوناگون تاریخی، این شهر جزء خاک امپراتوری لهستان، امپراتوری آلمان، پادشاهی مجارستان، پادشاهی بوهم، پادشاهی هابسبورگ و آرشیدوک‌نشین اتریش بود. این شهر مابین ۱۳۴۱ تا ۱۳۴۸ میلادی، مستقیما تحت حکمرانی کاژیمیش کبیر قرار گرفت. سپس طی معاهده‌ای کاژیمیش کبیر آن را به کارل چهارم واگذار کرد. این شهر مرکز آبجوسازی و تولید لباس بود. این شهر در جریان جنگ سی‌ساله توسط نیروهای امپراتوری سوئد ویران شد. سپس لئوپولد یکم، امپراتور مقدس روم، ماخی در این شهر به شوالیه‌های تتونیک در آنجا یک کومندا برای خود راه بیندازند. سپس پادشاهی پروس شهر را تسخیر کرد. بعدها در جریان جنگ هفت‌ساله، نیروهای امپراتوری روسیه و اتریش آن را به تصرف خود درآوردند و پس از این واقعه در سال‌های ۱۸۰۶ تا ۱۸۰۷ طی جنگ‌های ناپلئونی نیروهای امپراتوری اول فرانسه آن را تسخیر کردند. این شهر در جریان متحدسازی آلمان در سال ۱۸۷۱ جزئی از امپراتوری آلمان شد. در طول جنگ جهانی دوم، آلمان نازی یک اردوگاه فرعی از اردوگاه کار اجباری گروس‌روزن را در نزدیکی شهر راه‌اندازی کرد اما در همین هنگام این شهر یکی از مراکز فعالیت جنبش مقاومت لهستان در جنگ جهانی دوم شد. در ۲۱ ژانویهٔ ۱۹۴۵ شهر سرانجام توسط سربازان ارتش سرخ تسخیر شد و بیشتر ساختمان‌های آن ویران گشت. از ماه آوریل همان سال دولت لهستان کنترل آن را به‌دست گرفت و پس از جنگ رسماً به انضمام خاک لهستان درآمد. بازسازی شهر قدیمی نامیسووف پس از جنگ آغاز شد، اما کلیسای پروتستان که در سال ۱۷۸۹ ساخته شده بود شد، در سال ۱۹۶۳ با خاک یکسان شد.